# Яница Радева
Яница Радева Радева е българска писателка и доктор по литература.

## Биография
Яница Радева завършва екология и опазване на околната среда през 2001 г. в Аграрния университет в Пловдив. След това получава бакалавърска степен по българска филология и магистърска степен по литературознание през 2007 г. в СУ „Св. Климент Охридски“ с дипломна работа на тема „Между Пенелопа и Персефона. Екатерина Ненчева и Яворовият проект за женска литература“. Защитава докторска дисертация на тема „Времена и пространства в поезията на Иван Теофилов“ през 2013 г., която издава като монография през 2014 г.
Съсъставител е на „De profundis, или при основанията на литературата. Юбилеен сборник в чест на Емилия Дворянова“ (2018). Участвала е в редица семинари и школи по творческо писане.
Първата ѝ публикация е стихотворението „Есенни цветя“ във вестник „Нива“ през 1997 г. Дебютната ѝ книга „Друг ритъм“ (2003) излиза като резултат от Националния младежки конкурс „Веселин Ханчев“, на който получава първа награда през 2002 г. Втората ѝ стихосбирка излиза през 2012 г. Тя е номинирана за наградата за поезия „Николай Кънчев“ през същата година. През 2011 г. дебютира в прозата с „Бонбониерата“.
Има публикации в сборниците с есета и стихове „Неиздадената книга за българските будители“ (2003), „Фейсконтрол“ (2006), „Антология на младите български поети“ (2007), както и в сборниците с SMS поезия (2005, 2006, 2007).
Носителка е на почетния знак „SMS поезия“ (2007), на втора награда от Националния конкурс за млади поетеси „Дора Габе“ (2006), на втора награда от Националния конкурс „Магията любов“ (2007), отличена е и с публикация на разказ в сп. „Алтера“, бр. 8/9 във връзка с конкурса „Екстаз“ (2006). През 2009 г. получава Първа награда от националния конкурс за лирично стихотворение на името на Петко и Пенчо Славейкови. През 2021 г. разказът ѝ „Аве" получава специалната награда от конкурса „Агоп Мелконян". 
Романите ѝ на антична тематика „Пътят към Тива“ и „Поздрави от Хадес“ са номинирани за наградата „Роман на годината“ на фондация „13 века България“. Романът „Пътят към Тива“ е и с номинация за литературната награда за български роман „Елиас Канети“ (2019). А романът ѝ „Годината, която започна в неделя“ е в късия списък за наградата „Перото“ и получава номинация за наградата на книжарници „Хеликон“ за 2024 г. 
Нейни текстове са публикувани в хърватското списание Poezija (2009, 2024), нюйоркското списание Absinthe (2012), иранския сборник Post Soviet (2020), списанието за литературен превод на Университета на Айова – Exchanges (2024), също в издания на румънски, корейски и македонски език.

## Произведения
- „Друг ритъм“ (2003) – стихосбирка
- „Бонбониерата“ (2011) – роман
- „Кошерът на думите“ (2012) – стихосбирка
- „Обетован кръг. Времена и пространства в поезията на Иван Теофилов“ (2014) – монография
- „Сезонът на Йоана“ (2015) – роман
- „Пътят към Тива“ (2017) – роман
- „Поздрави от Хадес“ (2020) – роман[3]
- „Годината, която започна в неделя“ (2024) – роман